# (8418) Mogamigawa
(8418) Mogamigawa (1996 VS30) – planetoida z pasa głównego asteroid okrążająca Słońce w ciągu 4,57 lat w średniej odległości 2,75 au. Odkryta 10 listopada 1996 roku.